# 岡山県道301号落合高倉線
岡山県道301号落合高倉線（おかやまけんどう301ごう おちあいたかくらせん）は、岡山県高梁市を通る一般県道である。

## 概要
高梁市落合町福地（しろち）と高梁市高倉町田井を結ぶ。

### 路線データ

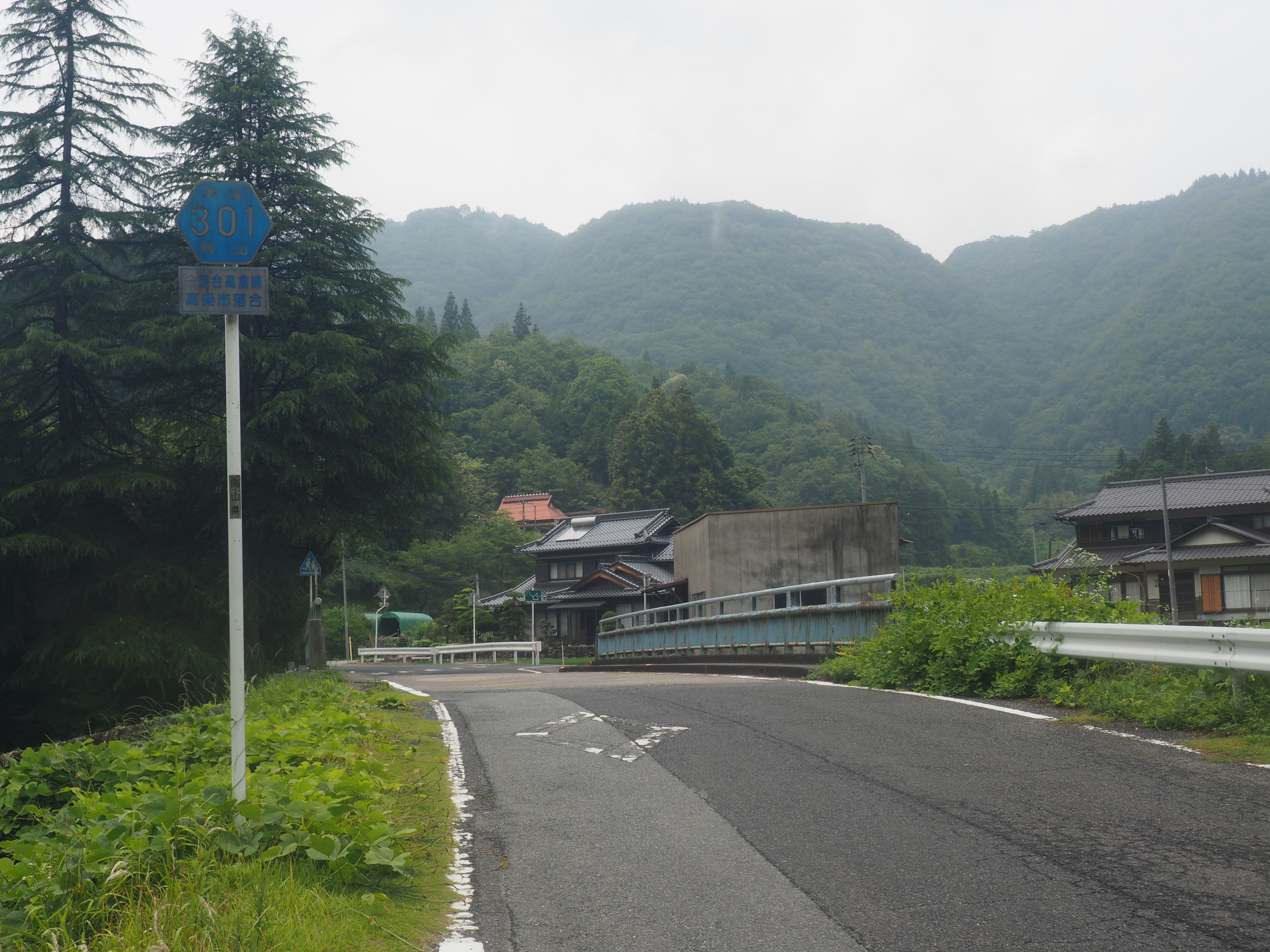
高梁市落合

- 起点：高梁市落合町福地（国道313号交点）
- 終点：高梁市高倉町田井（岡山県道85号高梁坂本線交点）
- 総延長：12.2 km

## 歴史
- 1960年（昭和35年）3月18日 - 岡山県告示第335号により認定される。
- 1972年（昭和47年）秋頃 - 現行の県道番号に変更される。

## 路線状況

### 重複区間
- 岡山県道302号宇治鉄砲町線（高梁市松原町大津寄 - 高梁市松原町春木）

## 地理

### 通過する自治体
- 高梁市

### 交差する道路
| 交差する道路                           | 交差する場所         | 交差する場所 |
| -------------------------------------- | -------------------- | ------------ |
| 国道313号                              | 落合町福地（しろち） | 起点         |
| 岡山県道302号宇治鉄砲町線 重複区間起点 | 松原町大津寄         |              |
| 岡山県道302号宇治鉄砲町線 重複区間終点 | 松原町春木           |              |
| 岡山県道85号高梁坂本線                 | 高倉町田井           | 終点         |

### 沿線
- 高梁市立福地小学校
- 高梁市立松原小学校